# 蒲田華恵
蒲田 華恵（かまた はなえ、1992年12月31日 - ）は、日本の女性ファッションモデル。東京都出身。タンバリンアーティスツに所属していた。

## 略歴
2007年、ローティーン向けファッション雑誌「ピチレモン」（学研）の第15回ピチモオーディションでグランプリ・プリウリ賞を獲得し、同年5月より専属モデル（ピチモ）として活動していた。同期には、グランプリ受賞者の宮坂亜里沙、グランプリ・ペンティーズ賞受賞者の清野菜名がいる。

## 人物
- 好きな食べ物は苺。嫌いな食べ物はチョコレート。
- 中学3年生でピチモオーディションに合格した。

## 出演

### 雑誌
- ピチレモン（学研、2007年5月 - 2009年4月）専属モデル

### イメージモデル
- プリウリ（4代目、2007年5月 - ）

### アニメ
- 一期一会 恋バナ友バナ（キッズステーション）

### CD
（グループ名“こいとも”として）
- 一期一会主題歌（コロムビアミュージックエンタテインメント）